# نارمند (مقاطعة فارياب)
نارمند (بالفارسية: نارمند) هي قرية تقع في البلدة المركزية في إيران. يقدر عدد سكانها بـ 95 نسمة بحسب إحصاء 2016.